# Melissodes pullata
Melissodes pullata är en biart som beskrevs av Cresson 1865. Melissodes pullata ingår i släktet Melissodes och familjen långtungebin. Inga underarter finns listade i Catalogue of Life.